# Trewhiddle
Trewhiddle è un piccolo insediamento nel sud della Cornovaglia in Inghilterra. Si trova nella parrocchia civile di Pentewan Valley e nella parrocchia ecclesiastica di Saint Austell. La città più vicina è Saint Austell, a circa un 1,6 km a nord.
Il tesoro di Trewhiddle (vedi sotto) ha dato il nome allo stile Trewhiddle nell'arte anglosassone del IX secolo.

## Maniero di Trewhiddle
Trewhiddle era precedentemente indicato come un maniero che un tempo era costituito da due piccoli insediamenti, Higher e Lower Trewhiddle. Questi insediamenti esistettero almeno fino al 1891, ma da allora sono scomparsi. L'area di Trewhiddle comprende ancora due fattorie e Trewhiddle House.

## Archeologia

### Il tesoro di Trewhiddle

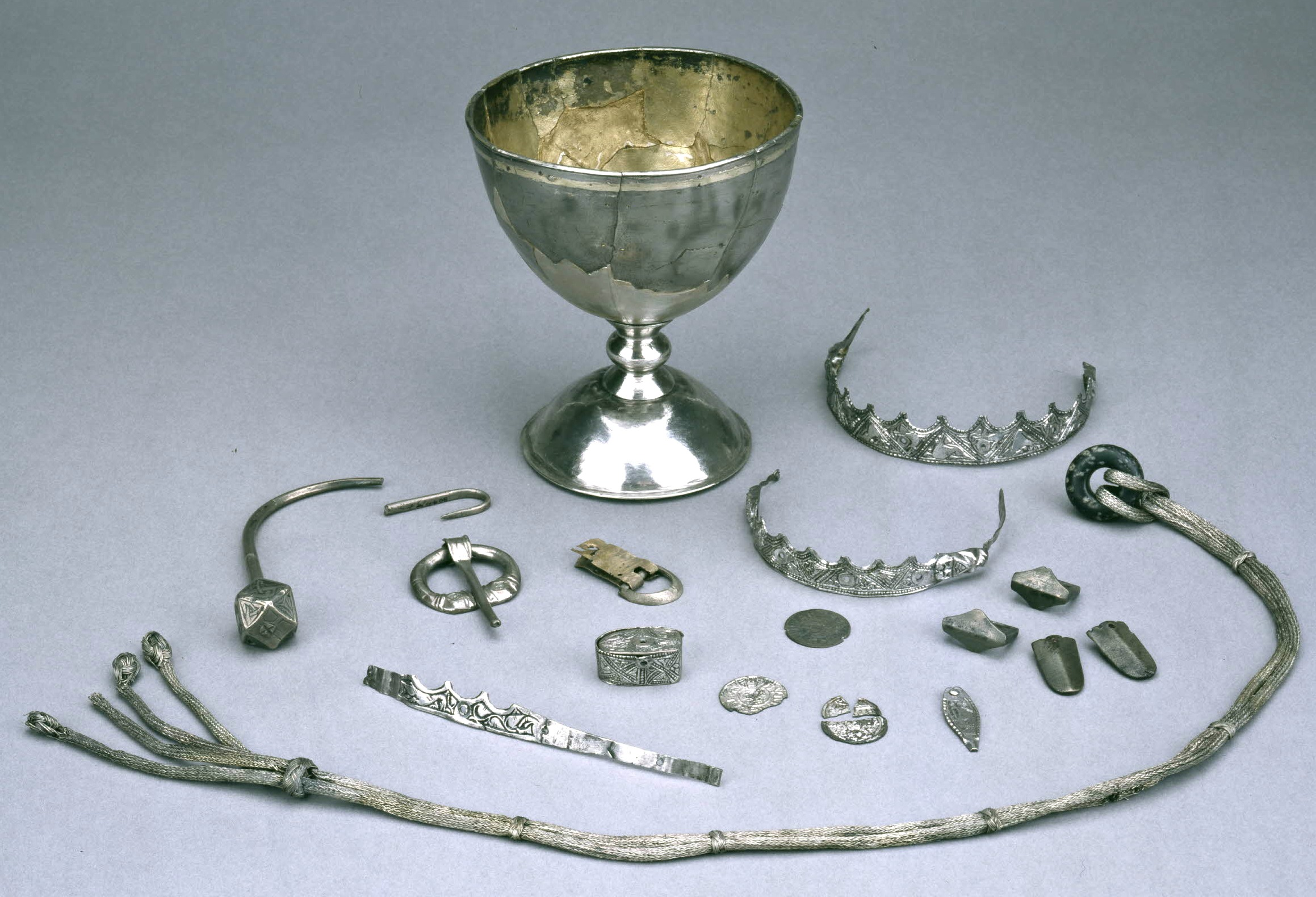
Il tesoro di Trewhiddle al British Museum

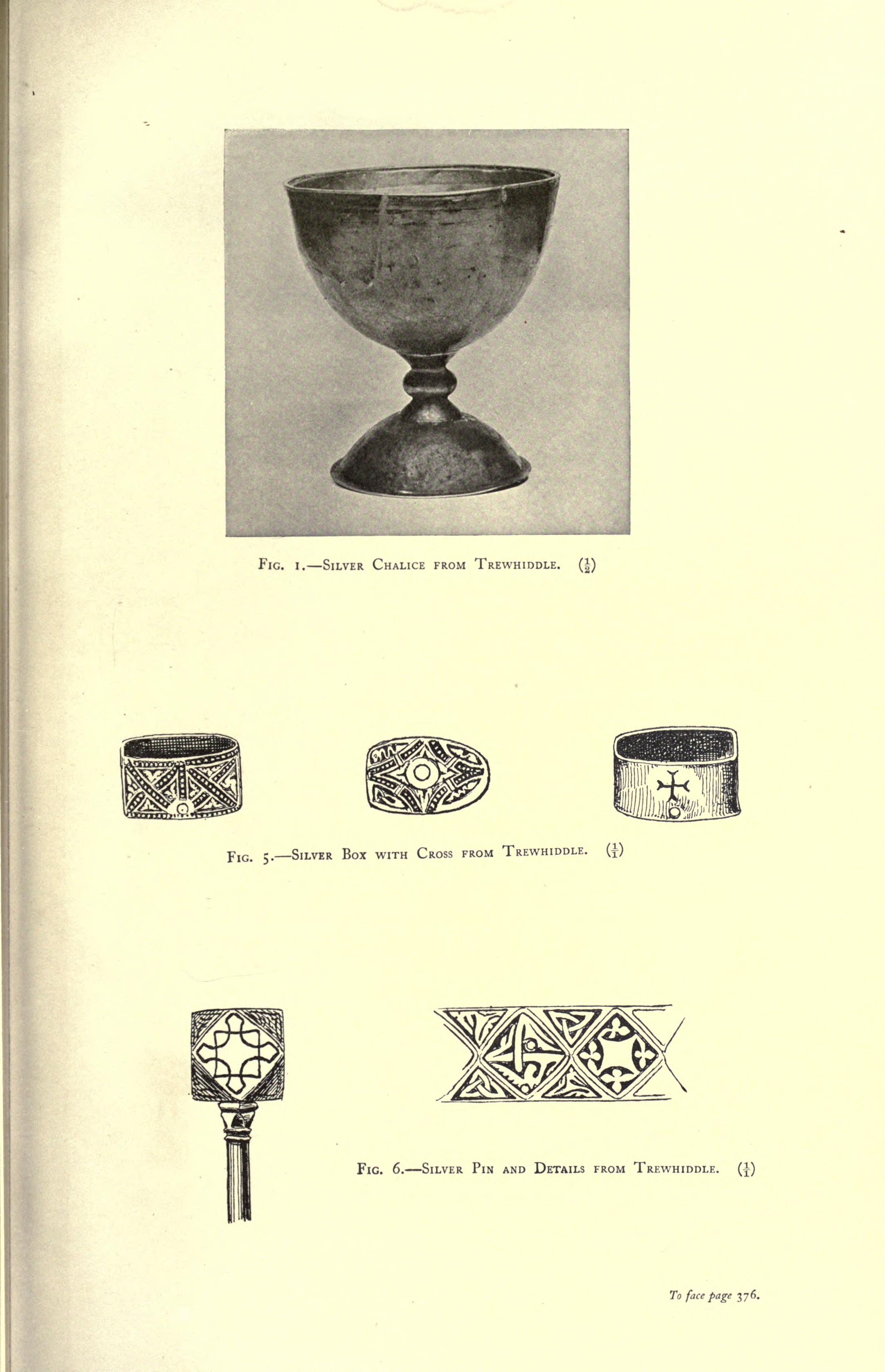
Il calice d'argento e altri oggetti

L'8 novembre 1774, alcuni minatori in cerca di stagno scoprirono un tesoro di 114 monete anglosassoni insieme a un calice d'argento e altri oggetti d'oro e d'argento. Le monete, per lo più provenienti dalla Mercia e dal Wessex, indicano che il tesoro venne nascosto, forse per proteggerlo dai predoni vichinghi, intorno all'868. I manufatti vennero originariamente raccolti da Philip Rashleigh che pubblicò un resoconto. Alcuni andarono successivamente dispersi, ma la maggior parte del tesoro fu donata al British Museum. Molti dei manufatti erano decorati con animali stilizzati in niello, una caratteristica dell'arte anglosassone che da allora è diventata nota come decorazione in stile Trewhiddle.

### Il lingotto Trewhiddle
Un'altra scoperta notevole è stata fatta nel 2003, quando una fusione di tungsteno vecchia di 150 anni è stata trovata a Trewhiddle Farm. Questa potrebbe precedere la più antica fusione conosciuta del metallo (che richiede temperature estremamente elevate) e ha portato alla speculazione che potrebbe essere stato prodotto durante una visita di Rudolf Erich Raspe alla miniera di Happy-Union (nella vicina Pentewan) alla fine del XVIII secolo. Raspe, meglio conosciuto come autore o traduttore delle storie del barone Munchausen, era anche un chimico con un particolare interesse per il tungsteno.

## Trewhiddle House e tenuta
Il leggendario contrabbandiere della Cornovaglia, Cruel Coppinger, potrebbe esser stato ospitato da John Copinger, che si dice avesse acquistato la tenuta di Trewhiddle nel 1790. Nel 1840, Trewhiddle House ospitò l'entomologo e botanico Francis Polkinghorne Pascoe. Alla fine del Novecento la casa divenne un ristorante ("Trewhiddle Inn") e la tenuta un campeggio turistico. Sia la casa che la tenuta sono state vendute a sviluppatori e sono state costruite numerose ville per le vacanze in stile New England. Dell'ex casa rimangono poche testimonianze, a parte un pozzo chiuso e una piccola porzione delle antiche mura che sono state integrate nel paesaggio.